# Andinsk sottyrann
Andinsk sottyrann (Knipolegus signatus) är en fågel i familjen tyranner inom ordningen tättingar.

## Utbredning och systematik
Fågeln förekommer i Andernas östsluttning i Peru, från Cajamarca till Junín. Tidigare behandlades blygrå sottyrann (K. cabanisi) som en underart till andinsk sottyrann.

## Status
IUCN kategoriserar arten som livskraftig.